# Hush (personaje)
Hush (Dr. Thomas Elliot) (Español Silencio) es un supervillano ficticio que aparece en los cómics publicados por DC Comics, comúnmente como adversario del superhéroe Batman. Hush apareció por primera vez en Batman # 609 (enero de 2003) como parte de la historia de 12 números Batman: Hush. Fue creado por Jeph Loeb y Jim Lee. Antiguo amigo de Batman, el personaje le sirve como una personalidad criminal.
El personaje ha sido retratado en acción en vivo como un niño por Cole Vallis y Gordon Winarick en Gotham, y por Gabriel Mann en la primera temporada de Batwoman, que marca la primera aparición de acción en vivo del personaje de Hush. Warren Christie interpreta al personaje disfrazado de Bruce Wayne.

## Historial de publicaciones
Hush resurgió en Batman: Gotham Knights, y más tarde en Detective Comics y Batman: Streets of Gotham. También fue el arquitecto detrás de varios de los eventos de Batman Eternal.

## Biografía del personaje ficticio

### Origen
Thomas "Tommy" Elliot era amigo de la infancia de Bruce Wayne y también nació en una familia adinerada. Los dos niños a menudo jugaban una minifigura de Stratego - es que jugaron juntos, y Tommy le enseñó a Bruce a pensar como sus oponentes y a usar sus habilidades contra ellos para ganar, lo que resultó útil años más tarde cuando se convirtió en Batman. Por lo tanto, cuando era niño, Tommy exhibe un intelecto a nivel de genio debido a su capacidad para pensar y planificar estratégicamente. Tommy despreciaba tanto a su padre abusivo como a su madre frágil y sumisa, que venía de la pobreza y de buena gana soportaba todos los abusos que sufrían ella y su hijo para mantener su lujoso estilo de vida. Sin embargo, a pesar de todos sus defectos, los padres de Tommy se aseguraron de que estuviera bien educado, en particular enseñándole sobre la filosofía de Aristóteles, que a menudo cita.
Impulsado por su deseo de independencia y riqueza, Tommy cortó la línea de freno del auto de sus padres, provocando un accidente que mató a su padre e hirió a su madre; su madre, sin embargo, fue salvada en una operación de emergencia por el Dr. Thomas Wayne, que enfureció al joven Elliot. Mientras estaba en un campamento de verano con Bruce, Tommy atacó a un niño y terminó en una sala psiquiátrica; culpó a Bruce y a su madre por su arrebato. Es liberado por un pasante llamado Jonathan Crane, quien se convierte en el villano, El Espantapájaros.
Durante los siguientes años, Tommy atendió a su madre. Cuando los padres de Bruce fueron asesinados, Tommy se sintió resentido con él por heredar la fortuna de la familia Wayne, tal como esperaba hacer con el dinero de sus padres. Poco antes de que Bruce regresara a Gotham City, Tommy se hizo amigo de una joven llamada Peyton Riley (quien más tarde se convertiría en el segundo ventrílocuo) - una relación que su madre nunca aprobó. Cuando la madre de Tommy se recuperó del cáncer, ella lo repudió y posteriormente lo cortó de la fortuna de la familia Elliot en represalia por su continua relación con Peyton. Como resultado, Tommy la asesinó asfixiándola con una almohada, mientras que Peyton mató a su abogado y destruyó el nuevo testamento de la Sra. Elliot. En lo que respecta al resto del mundo, su madre había muerto a causa de un accidente doméstico.
Finalmente, el único destinatario de la fortuna de su familia, Tommy abandonó a Peyton y comenzó a viajar por el mundo, como lo había hecho Bruce. Aunque pasó a la Universidad de Harvard y se convirtió en un exitoso cirujano, Tommy continuó albergando un rencor irracional hacia su amigo de la infancia.
En algún momento de su carrera, Edward Nygma, también conocido como Riddler fue diagnosticado con cáncer terminal y, finalmente, secuestrado uno del Pozo de Lázaro de Ra's al Ghul para recuperar su salud. Durante este tratamiento místico, que enloquece temporalmente al participante, Riddler experimentó una epifanía inesperada: se dio cuenta de que Bruce Wayne era Batman. Poco después, Riddler intentó venderle a Tommy los secretos de su nueva revelación a cambio de una gran suma en efectivo. Tommy, en ese momento habiendo descubierto los antecedentes penales de Nygma, se ofreció a pagarle para matar a Bruce. Al darse cuenta de que compartían un odio común por Wayne, Tommy y Riddler decidieron unir recursos para derribarlo.
Con este fin, Elliot creó para sí mismo la personalidad de "Hush". Riddler dijo que el nombre comenzó como una referencia en broma a la necesidad de mantener en secreto la identidad de Tommy, pero se convirtió en un alias más permanente cuando el Espantapájaros comenzó a cantar la canción de cuna "Hush, Little Baby".

### Arco del personaje deHush
En su intento de destruir a Batman, Hush y Riddler manipularon a varios otros villanos para que los ayudaran de mala gana. Estos incluyeron al Joker, Harley Quinn, Dos Caras, Hiedra Venenosa, El Espantapájaros, Killer Croc y Clayface. Incluso manipularon a algunos de los aliados más cercanos de Batman (Superman, Huntress y Catwoman) contra el Caballero Oscuro, utilizando métodos como Poison Ivy usando sus feromonas para controlar la financiación aparentemente benévola de las actividades de vigilante de Huntress por parte del Hombre de Acero y Catwoman y Hush. Parte de su plan incluía engañar a Bruce haciéndole creer que el Joker había asesinado a Tommy; Clayface se transformó en el cadáver de Tommy para crear esta ilusión.
Con estos villanos como peones, Hush y Riddler montaron un elaborado complot contra Batman. Jason Todd, que se creía muerto durante años, entró en el pacto con los villanos y les dio una idea de cómo pensaba Batman. Usando las habilidades de cambio de forma de Clayface, crearon un señuelo del ex Robin; Hush colaboró con Riddler, Todd y Clayface para usar la culpa del Caballero Oscuro por la aparente muerte de su pupilo en su contra en la tumba de Todd.
Alrededor de este tiempo, Hush curó al desfigurado Harold Allnut, un antiguo asociado de Batman. A cambio, Harold "pinchó" la Batcave con varios dispositivos que alteraron la mente de Batman, pero que, sin embargo, permanecieron leales al Caped Crusader; estaba seguro de que Batman triunfaría sobre lo que siguiera. Hush luego mató a Harold frente a Batman e inmediatamente se enfrentó al Caballero Oscuro en la batalla. Batman estaba al principio desorientado por la cita de Hush de Aristóteles, lo que lo llevó a preguntarse brevemente si Hush es Maxie Zeus. Se dio cuenta de que Hush usaba el estilo de lucha de dos armas de Deadshot y teorizó que él era el asesino o uno de sus protegidos.
Cuando Tommy finalmente se reveló a un Batman desgastado, el Caballero Oscuro se salvó solo por la intervención de Harvey Dent, cuya personalidad de Dos Caras había sido aniquilada sin saberlo por Tommy cuando reparó el rostro desfigurado de Dent. Una vez más del lado de la ley, Dent disparó a Hush dos veces, arrojándolo desde un puente.
Aunque Batman estaba seguro de que Hush era su amigo de la infancia, Thomas Elliot, no pudo desenmascararlo.

### HushRegresa
Aún dispuesto a destruir a Batman y decidido a no dejar que el resto de los villanos se interpusieran en su camino, Hush rápidamente se labró un nicho, superando a su ex cómplice, Riddler, a una pulgada de su vida. Hush incluso expulsa al Joker de la ciudad, demostrando así al Príncipe Payaso que Hush puede ser una amenaza para él. También mató temporalmente a Hiedra Venenosa durante un intento fallido de reclutarla.
Después de una alianza de corta duración con Prometheus, némesis de JLA, Hush comenzó a atormentar a Bruce Wayne con la ayuda de Clayface. Aprovechando las habilidades de cambio de forma de este último, Hush pudo brevemente arrojar dudas sobre su verdadera identidad e hizo que Alfred Pennyworth fuera acusado de asesinato, utilizando muestras tomadas del nuevo Clayface para infectar a Alfred con un virus que permitiría a Elliot controlarlo. Hush también intentó analizar muestras tomadas de Clayface con el objetivo de duplicar las habilidades de cambio de forma de Clayface para sí mismo sin los efectos secundarios habituales, como la pérdida de una forma humana predeterminada, y finalmente intentó perfeccionar este análisis liberando a Cassius Payne de la prisión, razonando que las muestras de Cassius serían más útiles ya que él es el único Clayface 'puro' ...el único que nunca fue humano en primer lugar. Después de que Clayface se dio cuenta de que estaba siendo manipulado, le dio a Batman una muestra de sí mismo para encontrar una cura para la condición de Alfred a pesar de saber que esto no dejaría a Batman con tiempo para curarlo, y también se aseguró de que el nombre de Alfred se aclarara asegurándose de que su aparición final después de la muerte sería una forma cuyas huellas dactilares se parecían tanto a las de Alfred que los detectives asumirían que habían cometido un error (Los eventos antes mencionados ocurren en los números 50-55 y 61-72).

### Recuperación
El Joker finalmente regresó a Gotham City con un ejército de palomas entrenadas y tomó represalias (en Batman: Gotham Knights # 73-74). Capturó a Hush y lo mantuvo sedado durante tres semanas, tiempo durante el cual implantó un marcapasos en su cuerpo, logrando efectivamente el control de su corazón. A merced del Joker e incapaz de quitarse el dispositivo él mismo, Hush se volvió hacia el único hombre en el que sentía que podía confiar (o mejor dicho, predecir): Bruce Wayne.
Bruce consintió en ayudar a Hush con la condición de que permitiera ser tratado y confinado en el Asilo Arkham. Hush estuvo de acuerdo, y luego escapó inmediatamente después de que le dijeron que la cirugía había sido un éxito. Fue interceptado por Batman antes de que pudiera enfrentarse al Joker y exigió que Batman le permitiera matar al Joker. Batman pareció estar de acuerdo y comenzó a irse, pero luego reveló que había engañado a Hush: el marcapasos todavía estaba en su cuerpo y se le había permitido escapar de Arkham. En ese momento, llegó el Joker y Hush le rogó a Batman que no lo dejara.
El problema (y la serie Batman: Gotham Knights) terminó sin resolver. Hush regresó en la miniserie posterior de Man-Bat, y luego se muestra recordando lo doloroso que fue quitarse el marcapasos solo, y cómo el tiempo entre Gotham Knights y Heart of Hush se pasó principalmente recuperándose del daño sufrido, lo que confirma que Batman abandonó a Hush al final de "Venganza".

## Caracterización

### Personalidad
Ser víctima de abuso y una madre negligente y sumisa hizo que Thomas Elliot se volviera sociópata. Incluso antes de su adolescencia, ya estaba operando en un alto nivel de sociopatía, llegando incluso a cortar la línea de freno del automóvil de sus padres para independizarse de ellos y heredar la fortuna de la familia Elliot. Cuando los padres de Bruce Wayne murieron y él heredó la fortuna de la familia Wayne, así como la independencia, de ellos, las mismas dos cosas que Tommy buscaba obtener de la muerte de sus padres, Tommy desarrolló un odio irracional por su amigo de la infancia, generado por el hecho de que el padre de Bruce Wayne, Thomas Wayne fue quien operó y salvó a su madre, frustrando el plan de parricidio del joven Elliot, y que a través de la muerte de sus padres, Bruce había ganado todo lo que quería. Este odio profundamente arraigado luego continuaría hasta la edad adulta de Tommy, lo que haría que adoptara su personalidad de Hush. Elliot también parece estar obsesionado con el misterio y el subterfugio, prefiriendo operar desde las sombras y haber arrojado dudas sobre su propia identidad y motivaciones varias veces.

### Habilidades
Thomas "Tommy" Elliot ha pasado la mayor parte de su vida perfeccionando sus habilidades lo suficiente como para competir con el Caballero Oscuro. Thomas Elliot, uno de los mejores cirujanos de Gotham City, tiene un intelecto increíble a nivel de genio y también es un planificador maestro, con habilidades tácticas que rivalizan con las del Caped Crusader. El mayor activo de Hush es su talento para pensar como sus oponentes y usar sus habilidades contra ellos. Irónicamente, Bruce Wayne aprendió sus habilidades estratégicas de Elliot en la infancia antes de la muerte de sus respectivos padres.
Hush es un tirador experto, capaz de disparar dos batarangs en el aire y detonar un explosivo C-4 usando pistolas gemelas M1911 calibre 45, sus armas preferidas. Si bien no posee el tipo de entrenamiento en artes marciales que adquirió Bruce Wayne, Hush ha demostrado su habilidad para luchar cuerpo a cuerpo; muestra experiencia y competencia, siendo capaz de luchar casi a la par con Batman.
Ha realizado operaciones médicas innovadoras, como eliminar el jorobado de Harold Allnut y darle la capacidad de hablar, reparar la cara de Harvey Dent, inventar un virus que acelera la devolución de Killer Croc y arrancar el corazón de Catwoman sin causar ningún daño duradero.
Thomas Elliot anteriormente tuvo acceso a los vastos recursos de la fortuna de su familia, lo que lo coloca a la par con Bruce Wayne en riqueza, por lo que puede financiar sus planes más costosos. También puede comprar la cooperación de los principales villanos de Gotham, como Sr. Frío. Sin embargo, desde la historia de "Heart of Hush", Catwoman ha aprovechado sus recursos, reduciéndolo a la pobreza. Luego puso en marcha un plan para usar su nuevo parecido con Bruce Wayne para robar la fortuna de Wayne, separando también a la familia Batman. Este plan se frustró cuando subestimó a sus enemigos, encontrándose simplemente como un títere de la familia Batman y sus aliados, ya que sirve para crear la impresión de que Bruce Wayne todavía está vivo.

## Otras versiones

### Batman del futuro
La miniserie de Batman Beyond de 2010 reveló que la última pelea de Bruce Wayne con Hush ocurrió en una noche lluviosa y consistió principalmente en una persecución en la azotea. Como medio de escape de último minuto, Elliot se lanzó a una ventana abierta, solo para ser disparado por el dueño de la casa que lo confundió con un invasor. Con Batman gravemente herido y no en buenos términos con la policía, dejó el cuerpo de Hush sin examinarlo él mismo. Bruce pareció inicialmente satisfecho con la identificación oficial de la policía del cuerpo como de Elliot. Sin embargo, luego admite sospechar que la habilidad de Hush para la estrategia y la cirugía plástica podría haber fabricado todo el escenario.
Algún tiempo después de los eventos de Batman Beyond: Return of the Joker, Terry McGinnis descubre que el ex Signalman fue asesinado de una manera que recuerda al modus operandi de Dos Caras. Posteriormente, rastrea al asesino hasta un hospital donde un anciano Jervis Tetch está detenido y lo encuentra como un hombre vendado de pie junto a una enfermera gravemente herida. El hombre huye cuando Terry corre hacia la enfermera, quien dice que el hombre pronunció una sola palabra, "Silencio".

### Flashpoint
En la línea de tiempo alternativa del evento Flashpoint, Hush es posteriormente asesinado por Batman.

### Batman: Arkham Knight
Hush aparece en el cómic de Batman: Arkham Knight. Resulta que el nuevo rostro de Hush era parte de un plan que al Caballero de Arkham le había llevado años poner en práctica. Pensando que era realmente Bruce Wayne, Ratcatcher trató de matarlo, pero se sintió decepcionado cuando los vendajes de Hush se desprendieron y sus cicatrices fueron reveladas. Dos policías de Gotham intentaron ayudar a Hush también creyendo que era Wayne, pero fueron abrumados por las ratas de Ratcatcher. El Caballero de Arkham, que había estado siguiendo a Hush, lo salvó de Ratcatcher y ambos escaparon antes de que Batman apareciera.
En una casa franca, a Hush lo remendaron y le dieron una muestra de barro de Clayface que curaría las cicatrices de su cirugía con la condición de que no revelaría su nuevo rostro nuevamente hasta que el plan estuviera listo.

## En otros medios

### Televisión

#### Animación
- Hush originalmente iba a aparecer en un set de DTV planificado en la serie animada The Batman, junto con las versiones de ese universo de Riddler, Catwoman, Joker, Clayface, Sr. Frío y Pingüino. El proyecto fue posteriormente descartado por DC y The WB. Hay algunos bocetos de Hush en Legions of Gotham.[12] Hush también iba a ser introducido en el episodio «Rumores», escrito por Joseph Kuhr. A DC no le gustó la idea, y el villano Rumor (con la voz de Ron Perlman) fue creado en su lugar.

#### Acción en vivo
- Tommy Elliot hace su debut de acción en vivo en la serie de televisión Gotham, interpretado por Cole Vallis en la temporada 1 y por Gordon Winarick en la temporada 4.[13][14] Es alumno de la Academia Preparatoria Anders de la escuela de Bruce Wayne. Tommy Elliot aparece por primera vez en el episodio «The Mask», donde se burla de la madre recientemente fallecida de Bruce y luego golpea a Bruce. Con el apoyo de Alfred Pennyworth después de entrenarlo a pelear, Bruce aparece más tarde en la puerta de Tommy y lo golpea hasta convertirlo en pulpa con el viejo reloj de su padre. Alfred pone fin al ataque de Bruce y le aconseja a Tommy que no hable de nada negativo sobre los padres de Bruce la próxima vez que lo vea. Bruce y Alfred luego abandonan la residencia de Tommy. En el episodio «A Day in the Narrows», Tommy ya no le causa problemas a Bruce y se ha arrepentido de lo que le hizo alegando que actuó como un idiota la última vez que interactuaron. Bruce se une a Tommy, Grace Blomdhal, Brant Jones y Emma Hsueh para pasar una noche en la ciudad, donde Bruce compra un club nocturno y lleva a Tommy, Grace y Emma, pero no a Grant, al club. En el episodio «Let Them Eat Pie», después de que Bruce corta su viaje de campamento con Alfred, invita a Tommy y a algunos amigos a una fiesta en la Mansión Wayne, hasta que Alfred aparece y termina la fiesta. Tommy intenta defender a Bruce, pero Bruce lo golpea y le dice a él y a sus amigos que lo esperen afuera.
- Hush aparece en Batwoman interpretada por Gabriel Mann como Tommy Elliot / Hush y por Warren Christie cuando se hace pasar por Bruce Wayne.[15][16] Tommy debuta en el episodio «Down Down Down», su amistad de la infancia con Bruce Wayne está intacta aquí, pero Tommy es representado como un magnate inmobiliario con rencor contra Wayne Enterprises. Deja a Kate una invitación a una gala para celebrar la compra de un edificio con vistas a la Torre Wayne. A esta gala asisten Jacob Kane y su familia. Cuando Kate se da cuenta de que Tommy robó una pistola de riel de una instalación de Wayne Enterprise, le dice a Kate que descubrió la identidad de Batman gracias a alguien que le "acribilló" la identidad. Él manipula los ascensores en los que están la familia de Kate, Sophie Moore, Tyler y algunos camareros para sacar a Batman, donde deja caer el ascensor que contiene a los camareros como advertencia. Después de rediseñar su traje de murciélago, Batwoman se enfrenta a Tommy y pelea con él mientras evita que los ascensores se caigan. Antes de que Tommy pueda aprovechar el estado ocupado de Batwoman, Alice lo noquea. Cuando Tommy es arrestado y afirma que no pueden mantenerlo en la cárcel, Kate afirma que está en camino al Arkham Asylum, donde no puede comprar la salida. En el episodio «A Narrow Escape», Tommy interrumpe la sesión de terapia del Dr. M. Butler con Alice, Mouse y algunos otros pacientes mientras despotrica sobre haberle enseñado a Bruce Wayne todo lo que sabe; donde también insulta a una paciente que piensa que es una gata (¿Catwoman?) y otra, Magpie, una myna en su lugar. En el pasillo, Alice provoca que Tommy la apuñale (para adquirir un vástago), lo que hace que sea puesto en confinamiento solitario. Batwoman y Luke Fox descubrieron que el agente de los Cuervos, Miguel Robles, fue contratado / pagado por Tommy para robar el diario de Lucius Fox, lo que llevó al asesinato accidental de Lucius y a que Reggie Harris fuera acusado de asesinato. En el episodio «If You Believe in Me, I'll Believe in You», Kate Kane lo visita en Arkham para sacarle información la ubicación de los diarios de Lucious Fox. Luego, Tommy les revela a Alice y Mouse, que Bruce Wayne es Batman, estos les informan que los Cuervos vendrán a ver si es digno de un juicio. Hicieron un trato con él para obtener los diarios de Lucius Fox de manos del lavador de dinero de Tommy, Johnny Sabatino, y revelaron que pueden disfrazar a Tommy con la cara de cualquiera que él desee. Alice y Mouse facilitan su escape cambiando disfraces/caras con un preso sin nombre para hacerse pasar por Tommy, quien supuestamente se ahorcó. Cuando Sabatino se niega a entregar el diario, Alice hace que Magpie lo libere para robárselo. Al final de la primera temporada, Alice trabaja en una nueva cara para Hush que se parece a la cara de Bruce Wayne.

### Película
- Hush aparece en Batman Unlimited: Mechs vs. Mutants, con la voz de Dave B. Mitchell. Aparece como un recluso en Arkham Asylum que afirma que no pertenece allí y necesita ser entregado a un Pingüino indiferente, que simplemente camina junto a él.
- Según algunos conceptos artísticos, originalmente se planeó que Hush apareciera en The Lego Batman Movie.[17]
- Hush aparece como el principal antagonista en la película animada de 2019, Batman: Hush, con la voz de Maury Sterling.[18] En la película, se revela que Hush es Riddler después de usar el Pozo Lazaro para encontrar la respuesta a la identidad de Batman: Bruce Wayne. Como Hush, se dirige a los amigos cercanos y seres queridos de Batman enviando a varios villanos tras ellos. Al final de la película, los efectos secundarios del pozo comienzan a desaparecer, lo que permite a Batman burlarse de él y derrotarlo, aunque Selina lo mata.
  - Tommy Elliot, con la voz de Maury Sterling, también aparece en la película como el amigo más antiguo de Bruce y el operador del tumor cerebral de Riddler. Similar a la historia cómica, Elliot fue visto disparado fuera de la ópera con el Joker sosteniendo una pistola, pero en cambio es asesinado por Hush. Su cuerpo fue visto más tarde en el clímax donde Batman lo llora mientras salva a Catwoman de Hush.

### Videojuegos

#### Lego Batman
- Hush es un personaje jugable en Lego Batman: el videojuego. Se puede desbloquear después de rescatar a todos los rehenes civiles durante el juego.[19] Utiliza dos pistolas como armas y puede construir objetos y disparar más rápido que otros personajes. Cuando se deja inactivo, se lleva la mano a la boca y hace una expresión de "silencio". También se puede desbloquear a través del minijuego "Villain Hunt" en la versión de Nintendo DS.
- Hush aparece en Lego Batman 2: DC Super Heroes, con la voz de Nolan North. Aparece como una pelea de jefes y un personaje jugable desbloqueable.
- Nolan North repite su papel de Hush en Lego Batman 3: Beyond Gotham.[20]

#### Batman: Arkham
- Si bien Hush no hace una aparición directa en Batman: Arkham Origins, Alfred lo menciona por haber llamado para invitar a Bruce a una celebración con alcohol, luego de una exitosa cirugía que realizó en un par de gemelos unidos (los hermanos Abramovici). Alfred también afirma que durante la llamada, Elliot arrastraba las palabras y "no estaba muy contento" de saber que Bruce no podía unirse a él esa noche, a lo que Bruce responde, "ese es Tommy", lo que significa amistad y familiaridad con la personalidad de Elliot. Bruce accede a llamarlo más tarde, sin darse cuenta de la venganza de su viejo amigo. En el escondite de Bane, hay periódicos que afirman que el "Ladrón de Identidad" ha atacado nuevamente, presagiando los eventos en Arkham City.
- Si bien Hush no aparece físicamente en el videojuego Batman: Arkham Asylum, el nombre de Thomas Elliot aparece en un programa de asilo dentro del antiguo edificio médico de Arkham. El aviso en cuestión parece indicar que Elliot trabaja en turnos dobles en la instalación.
- Hush aparece en Batman: Arkham City,[21] misión secundaria "Robo de identidad", con la voz de Kevin Conroy. Inicialmente formaba parte de un equipo médico independiente que trabajaba dentro de Arkham City para atender a los prisioneros, y estuvo implicado en el robo de suministros de ayuda. Antes de ser confrontado, Elliot supuestamente se quitó la cara. En el transcurso de la historia del juego, Hush resurge como un asesino en serie que disecciona las caras de sus víctimas antes de asesinarlas brutalmente, ganándose el apodo de 'Ladrón de identidad' de la prensa de Gotham. Aunque estas acciones fueron descartadas por la fuerza de seguridad privada de Arkham City como producto de disputas entre pandillas, Batman demuestra ser más diligente en su investigación, lo que permite a los jugadores rastrear a su presa hasta un tosco quirófano. Se revela que Hush ahora está imitando a Bruce Wayne hasta el más mínimo detalle, habiendo utilizado a los reclusos de Arkham City como "donantes" para su reconstrucción facial. Elliott, aparentemente ignorante de la doble identidad de Wayne, sigue prófugo y advierte que seguirá buscando venganza contra su conocido de la infancia.
- Kevin Conroy retoma su papel de Hush en Batman: Arkham Knight, donde es el foco de la misión secundaria de Most Wanted "Friend in Need". Aunque no se le ve disfrazado, aparece disfrazado de Bruce Wayne. Durante la toma de posesión de Ciudad Gótica por parte de El Espantapájaros, Hush se hace pasar por Bruce Wayne (siguiendo los eventos de Batman: Arkham City donde su rostro fue injertado para verse idéntico a Wayne) y entra en la Torre Wayne. Captura a Lucius Fox para evitar el escaneo de retina y robar la fortuna de su antiguo amigo. Cuando se enfrenta a Batman, el Caballero de la Noche revela su identidad de Bruce Wayne a Hush. Cuando Hush apunta con su arma a Batman durante la confusión, el Cruzado enmascarado lo desarma y Lucius Fox le golpea la cara con un frasco de vidrio, antes de que Batman lo deje inconsciente. Como Batman no puede llevar a Hush al Departamento de Policía de Gotham City, le dice a Lucius Fox que lo encierre en la bóveda de la Torre Wayne. Batman luego contacta a Alfred y le dice que Hush ha sido detenido y será llevado a juicio una vez que se frustre la toma de posesión del Espantapájaros.

#### Otros juegos
- Hush aparece en DC Universe Online, con la voz de J. Shannon Weaver.
- Hush se encuentra entre muchos otros personajes de DC incluidos en Scribblenauts Unmasked: A DC Comics Adventure.[22]